# Sucha Góra (polana)

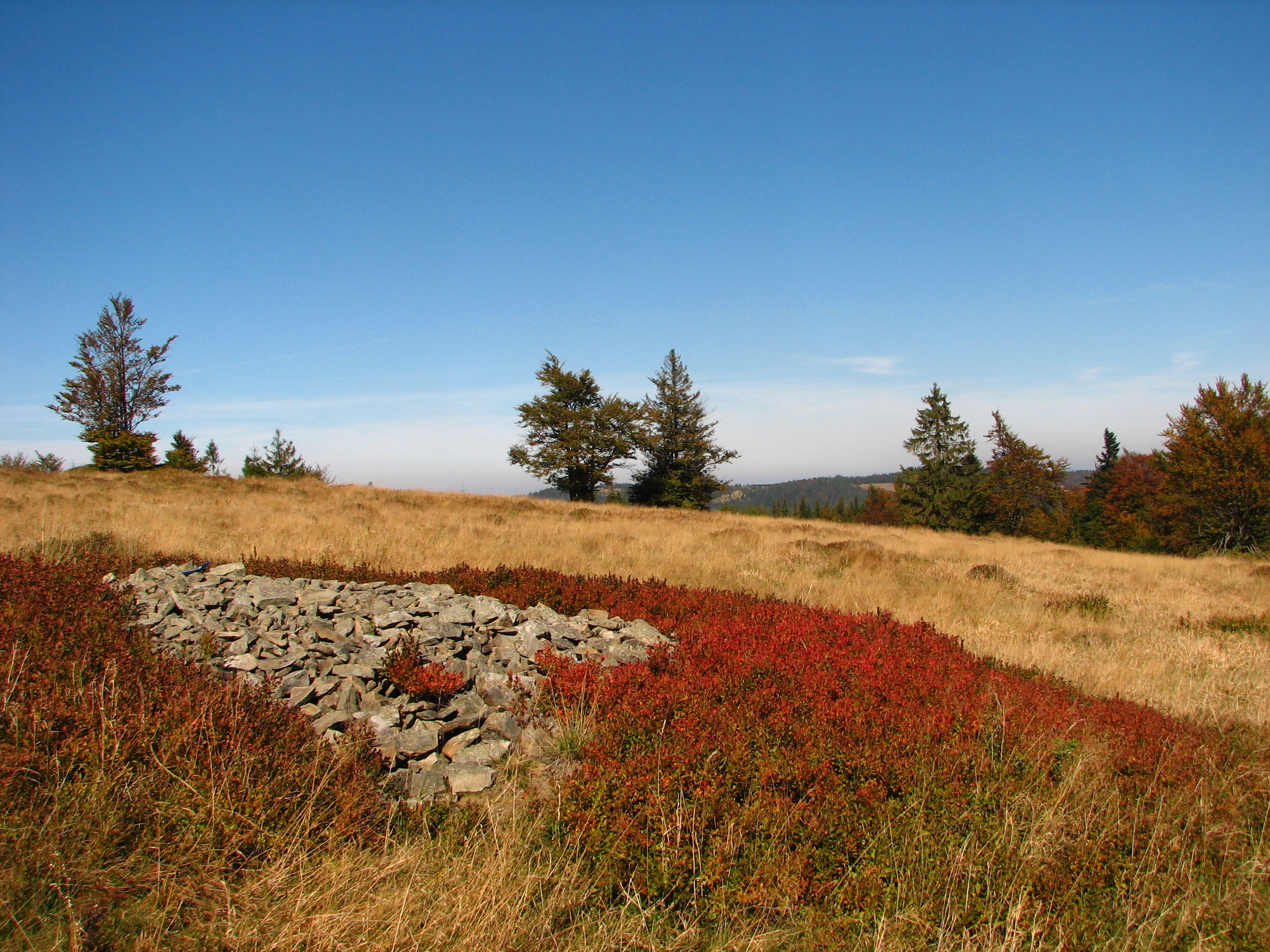
Polana Sucha Góra

Polana Sucha Góra – polana na Suchej Górze w Beskidzie Żywiecko-Orawskim. Zajmuje podwierzchołkowe, północno-wschodnie stoki Suchej Góry. Na mapie Geoportalu są tutaj trzy polany; Pszczyna po zachodniej stronie szczytu, Sucha Góra na szczycie i Hala Michalskiego za niewielkim pasem lasu na południowych podwierzchołkowych stokach Suchej Góry. Przewodnik Beskid Żywiecki wymienia tylko tę jedną polanę.
Nazwa polana wskazuje, że była ona dawniej koszona, w polskich i słowackich Karpatach bowiem polany, które nie były koszone, lecz tylko wypasane górale nazywali halami. Z powodów ekonomicznych zaprzestano już jej koszenia i wypasania (podobnie, jak na większości wysoko położonych polan w polskich Karpatach). Jej dolnym końcem prowadzi szlak turystyczny, widoki z niego są jednak ograniczone, dobrym natomiast punktem widokowym jest górna, grzbietowa część polany. Widoki stąd obejmują grzbiet Zapolanki, Muńczoł i graniczny polsko-słowacki grzbiet odbiegający od Wielkiej Rycerzowej.
Polana Sucha Góra znajduje się w granicach miejscowości Rajcza w województwie śląskim, w powiecie żywieckim, w gminie Rajcza

## Szlak turystyczny
Rajcza – Sucha Góra – Schronisko PTTK na Hali Boraczej. Czas przejścia 2:55 h, ↓ 2:25 h.